# Ewa Bondar
Ewa Bondar, née à Białystok, en Pologne, le 26 août 1922 et morte dans le même pays, à Ełk, le 27 octobre 2015, est une espérantiste polonaise. 

## Biographie
Ewa Bondar commence l'apprentissage de l'espéranto à l'âge de soixante ans. Rapidement, elle intègre une association polonaise d'espéranto et devient habilitée à enseigner cette langue. Elle devient professeure de tchèque en 1987. Assistant au séminaire Cseh, dirigé par l'enseignante Audrey Childs-Mee en 1985, elle décide d'appliquer cette méthode. Elle passe donc un examen en 1987, et travaille avec Mila van der Horst-Kolinska, reprenant en partie le rôle d'Audrey Childs-Mee alors morte. Le travail d'Ewa Bondar est par la suite lié à cette méthode. En 2001, elle devient membre de l'Institut International d'Espéranto. Elle est danseuse professionnelle. Elle enseigne l'espéranto dans plusieurs pays : en Pologne, Chine, Estonie, Finlande, France, Allemagne, Lettonie, Lituanie, Norvège, Russie, Slovaquie et Ukraine. 